# Odile Heynders
Odilia Maria Heynders (Breda, 1961) is een Nederlandse hoogleraar vergelijkende literatuurwetenschap. Als literatuur- en cultuurwetenschapper is ze voornamelijk geïnteresseerd in de rol van verbeelding in politieke en historische kwesties en de relatie tussen literatuur en nieuwe media en digitale cultuur.

Heynders studeerde Nederlandse taal- en letterkunde en algemene literatuurwetenschap aan de Rijksuniversiteit Leiden. Ze promoveerde in 1991 aan de Universiteit van Tilburg met een proefschrift over deconstructie en literatuur: De verbeelding van betekenis, Deconstructieve lezingen van de poëzie van Paul Celan en Gerrit Achterberg.
In de jaren hierop richtte de aandacht zich minder op ‘close reading’ en het deconstrueren van de literaire tekst, maar des te meer op de relaties tussen literatuur en samenleving. De postmoderne leesstrategie maakte plaats voor narratieve benaderingen geïnspireerd door cultural studies, 'The New Rhetoric' en discoursanalyse. Ze publiceerde een vergelijkende studie over het engagement van publieke intellectuelen en hield zich bezig met de verwevenheid tussen literatuur en nieuwe (digitale) media.
In 2009 werd ze benoemd tot hoogleraar vergelijkende literatuurwetenschap aan de Universiteit van Tilburg. Onder haar bewind werd de Tilburgse cultuur- en letterenopleiding omgevormd tot een studie online culture, waarmee het begrip van literatuur en cultuur werd verbreed en aansluiting kon worden gevonden bij actuele maatschappelijke ontwikkelingen zoals mediatisering en digitalisering.